# Englische Passage

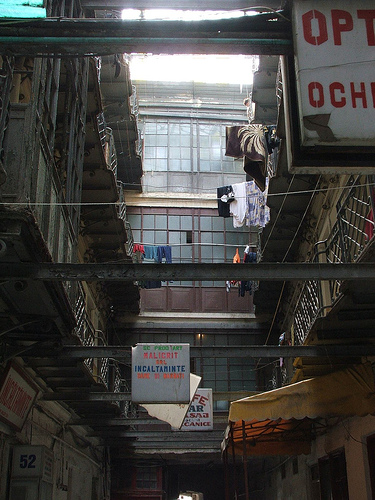
Die Englische Passage

Die Englische Passage (rumänisch: Pasajul Englez) ist eine Passage im Zentrum von Bukarest, der Hauptstadt Rumäniens. Der Durchgang liegt zwischen der Calea Victoriei und der Strada Academiei.

## Geschichte
Im Jahr 1855 ließ der Wiener Juwelier Joseph Resch das Haus Resch im Herzen Bukarests bauen. Dieses wurde im Jahr 1885 in ein Hotel umgewandelt. Der Flur dieses Hotels English wurde später ein wichtiger Durchgang, durch den zwei große Boulevards verbunden wurden. Das Gebäude behielt seine Funktion als Hotel nur ein paar Jahre und wurde zu einem Luxus-Apartamenthaus. Der Durchgang erhielt den Namen Pasajul „English“ oder auf Rumänisch Pasajul Englez, auf Deutsch Englische Passage.

## Die Englische Passage heute
Heute ist der Durchgang schwer zu finden, weil die Eingänge gerade mal zwei Meter hoch sind. Doch obwohl das Gebäude ein historisches Denkmal ist, ist es ungepflegt und die Balkone aus Metall sind rostig.
Die Funktion der Englischen Passage wurde 1920 von den viel größeren Victoria Passagen übernommen, in denen sich im Gegensatz zur Englischen Passage Restaurants im Erdgeschoss befinden.
Der Durchgang diente u. a. als Kulisse des Horrorfilms Dracula II.